# Sylvain Moniquet
Sylvain Moniquet (ur. 14 stycznia 1998 w Namur) – belgijski kolarz szosowy.

## Osiągnięcia
Opracowano na podstawie:
2019
- 1. miejsce w Triptyque Ardennaise
  - 1. miejsce na 3. etapie

2022
- 29. miejsce w Volta Ciclista a Catalunya
- 4. miejsce na 4. etapie Giro d’Italia

## Rankingi
| Rok             | 2018  | 2019  | 2020  | 2021 | 2022 | 2023 | 2024 |
| --------------- | ----- | ----- | ----- | ---- | ---- | ---- | ---- |
| World Ranking   | 1786. | 1819. | 1057. | -    | 217. | 312. | 384. |
| UCI Europe Tour | 1178. | 1197. | 822.  | -    | 177. | -    | -    |
|                 |       |       |       |      |      |      |      |
| Źródło: UCI     |       |       |       |      |      |      |      |